# Matthew Rusike
Matthew Rusike, né le 28 juin 1990 à Harare au Zimbabwe, est un footballeur international zimbabwéen, qui évolue au poste d'attaquant. Il possède également la nationalité sud-africaine.

## Biographie

### Les débuts en Afrique
Il rejoint le Charlton Athletic à l'âge de 16 ans et joue trois saisons dans les équipes juniors du club. En 2009, il quitte Charlton Athletic après avoir eu des problèmes pour renouveler son permis de travail. Il s'engage avec le champion du Zimbabwe sortant, le Monomotapa United.
La saison suivante, il rejoint la deuxième division sud-africaine l'University of Pretoria FC, mais il a des problèmes de discipline et il envisage de quitter le football. Il est contacté par le président Jomo Sono des Jomo Cosmos pour rejoindre son club. 
Il est libéré par l'University of Pretoria, puis rejoint les Jomo Cosmos en deuxième division et termine champion de First Division à la fin de la saison. La saison suivante, il fait ses débuts en ABSA Premiership, le 14 octobre 2011 lors d'un mach nul (1-1) contre l'Ajax Cape Town. 
Durant l'été 2012, il rejoint les Kaizer Chiefs. Il joue son dernier match avec les Kaizer Chiefs, le 9 mai 2015 contre Chippa United lors d'une victoire de 2-0. Avec le club des Kaizer Chiefs, Matthew Rusike dispute huit matchs en Ligue des champions, pour deux buts inscrits et deux matchs en Coupe de la confédération, pour un but inscrit.

### Départ en Europe
Le 24 juillet 2015, il rejoint le club suédois d'Halmstads BK qui évolue en Allsvenskan et signe un contrat de 18 mois. Il était confirmé plus tôt, qu'il avait signé un contrat de deux ans avec le CD Nacional, cependant, pour des raisons inconnues le contrat a été résilié mutuellement entre le joueur et le club.
Le 2 novembre 2015, le club de Premier League, Newcastle United, a observé l'attaquant zimbabwéen, pour un futur renfort offensif à la pause hivernale. À la fin de la saison, Halmstads BK est relégué en Superettan et il est libéré de son contrat. Le 19 janvier 2016, il signe un contrat de trois ans avec l'Helsingborgs IF.

### Carrière internationale
Matthew Rusike compte quatre sélections avec l'équipe du Zimbabwe depuis 2009. 
Il est convoqué pour la première fois en équipe du Zimbabwe par le sélectionneur national Sunday Chidzambwa, pour un match amical contre le Bahreïn le 23 mars 2009. Le match se solde par une défaite 5-2 des Zimbabwéens.

## Palmarès
- Avec les Jomo Cosmos
  - Champion d'Afrique du Sud de D2 en 2011

- Avec les Kaizer Chiefs
  - Champion d'Afrique du Sud en 2013 et 2015
  - Vainqueur de la Coupe d'Afrique du Sud en 2013
- Avec le club africain
  - Coupe de Tunisie 2017